# Чарльз Габріель Селігман
Чарльз Габріе́ль Се́лігман (Charles Gabriel Seligman; *24 грудня 1873, Лондон, Британська імперія — 19 вересня 1940) — британський лікар і етнолог; член Лондонського Королівського товариства і Королівського антропологічного інституту Великої Британії та Ірландії. 
Селігман пропагував науковий расизм, також був прихильником т. зв. хамітської гіпотези, згідно з якою вважалося, що деякі цивілізації Африки були засновані європеоїдними хамітськими народами. Від 1960-х років хамітська гіпотеза разом з іншими теоріями «расової науки» була повністю дискредитована в науці, :10 зокрема в СРСР.

## З життєпису
Народився в лондонській єврейській родині середнього класу, його батько Герман Селігманн був виноторговцем (після 1914 року Чарльз скоротив своє прізвище на одну «н»).
Вивчав медицину в лікарні Святого Томаса. Після кількох років роботи лікарем і патологом він добровільно запропонував свої послуги в експедиції Кембріджського університету 1898 року до Торресової протоки. Пізніше він приєднався до експедицій до Нової Гвінеї (1904), Цейлону (1906–1908), Судану (1909–1912, 1921–1922).
У 1905 році Селігман одружився з Брендою Зарою Саламан, яку він супроводжував у їхніх численних експедиціях і яка була, в тому числі, співавторкою, деяких його книг. Вона здобула освіту в Бедфордському коледжі та володіла мовами, а також могла бути присутньою на церемоніях та ритуалах, зокрема за участю жіноцтва, які Чарльзу було заборонено бачити.
У період 1913-1934 років Ч. Селігман обіймав посаду кафедри етнології в Лондонській школі економіки, бібліотека відділення антропології якої носить його ім'я.
Починаючи від 1933 року він редагував історичну серію Cresset, книжкову серію, яку публікував лондонський видавець Cresset Press.
Селігман також був членом Королівського товариства.

## З ідей і доробку
Селігман найбільш відомий своєю детальною етнографічною роботою «Раси Африки» (Races of Africa, 1930), у якій виокремлює 4 основні окремі раси африканського континенту: бушманоїди (бушмени), пігмеї, негроїди та європеоїди (хаміти). Готтентоти, стверджує Селігман, є сумішшю бушманоїдів, негроїдів і хамітів. Будучи рішучим прихильником хамітської теорії, у своїй роботі Селігман стверджує, що хамітські європеоїди Північної та Північно-Східної Африки принесли в Тропічну Африку як афразійські мови (берберські, кушитські, єгипетську), так і цивілізаційний розвиток загалом, включаючи технології, винаходи і всю решту більш-менш значущого з матеріальної і духовної культури.
Селігман визнав різний ступінь негроїдної домішки серед хамітських груп, але у своїх основних роботах наголошував на істотній расовій і культурній єдності різних хамітських народів. У своїй праці «Деякі аспекти хамітської проблеми в англо-єгипетському Судані» (Some Aspects of the Hamitic Problem in the Anglo-Egyptian Sudan, 1913) він пише, що північні та східні хамітські «групи переходять одна в одну, і в багатьох випадках негритянська домішка вмала місце, проте, культурно і якщо не завжди фізично будь-яке плем'я відстоїть окремо від своїх сусідів». Хаміти взагалі, і північні хаміти зокрема, стверджував він, мають тісну «спорідненість з європейськими представниками середземноморської раси».
Крім того, Селігман наголосив на спільному походженні хамітів із семітами, написавши, що «немає сумніву, що хамітів і семітів слід розглядати як модифікації початкового походження, і що їхня диференціація не відбулася так давно, доказом цього твердження є збереження спільних культурних рис і мовної спорідненості. Фізично їхні стосунки очевидні».
«Раси Африки» (1930) після публікації отримали в цілому позитивні відгуки, адже книга стала по суті першою великою опублікованою працею англійською мовою з етнографії Африки, яку багато хто вважав «етнологічною класикою». Саме тому книга витримала не одне перевидання (причому тричі автор вносив доповнення і зміни у першу редакцію), включаючи в авторитеному Oxford University Press, і використовувалася в багатьох університетах як підручник з історії та антропології аж до кінця 1970-х років. Третє видання (переглянуте) з'явилося в 1957 році (з додатковими додруками 1959 і 1961 років), остаточно переглянуте видання було опубліковано в 1966 році, і ця книга перевидавалася до 1979 року.
Дуже цінними з огляду на зафіксований автором фактичний етнографічний матеріал є описові праці Ч. Г. Селігмана. Це, зокрема, описи культури народів ведда (Шрі-Ланка) та шилуків і споріднених нілотів сучасних Судану і Південного Судану. 
Як професор Лондонської школи економіки Чарльз Селігман мав великий вплив на своїх учнів — таких видатних антропологів, як Броніслав Малиновський, Е. Е. Еванс-Прічард і Майєр Фортес, чиї роботи зрештою перевершили його власну.
Вибрані праці
- Melanesians of British New Guinea (1910)
- The Veddas (1911) у співавторстві з Брендою Селігман
- Some Aspects of the Hamitic Problem in the Anglo-Egyptian Sudan (1913)
- Races of Africa (1930, 1939, 1957, 1966)
- The Pagan Tribes of Nilotic Sudan (London: Routledge, 1932) у співавторстві з Брендою Селігман

Архів Ч. Селігмана та його дружини зберігається в Лондонській школі економіки.